# Nobujuki Kodžima
Nobujuki Kodžima (* 17. ledna 1966) je bývalý japonský fotbalista.

## Reprezentační kariéra
Nobujuki Kodžima odehrál 4 reprezentační utkání. S japonskou reprezentací se zúčastnil Mistrovství světa 1998.

## Statistiky
| Japonsko | Japonsko | Japonsko |
| Roky     | Záp.     | Góly     |
| -------- | -------- | -------- |
| 1995     | 3        | 0        |
| 1996     | 1        | 0        |
| Celkem   | 4        | 0        |